# Dümmer (Meklemburgia-Pomorze Przednie)
Dümmer – miejscowość i gmina w Niemczech, w kraju związkowym Meklemburgia-Pomorze Przednie, w powiecie Ludwigslust-Parchim, wchodząca w skład Związku Gmin Stralendorf.

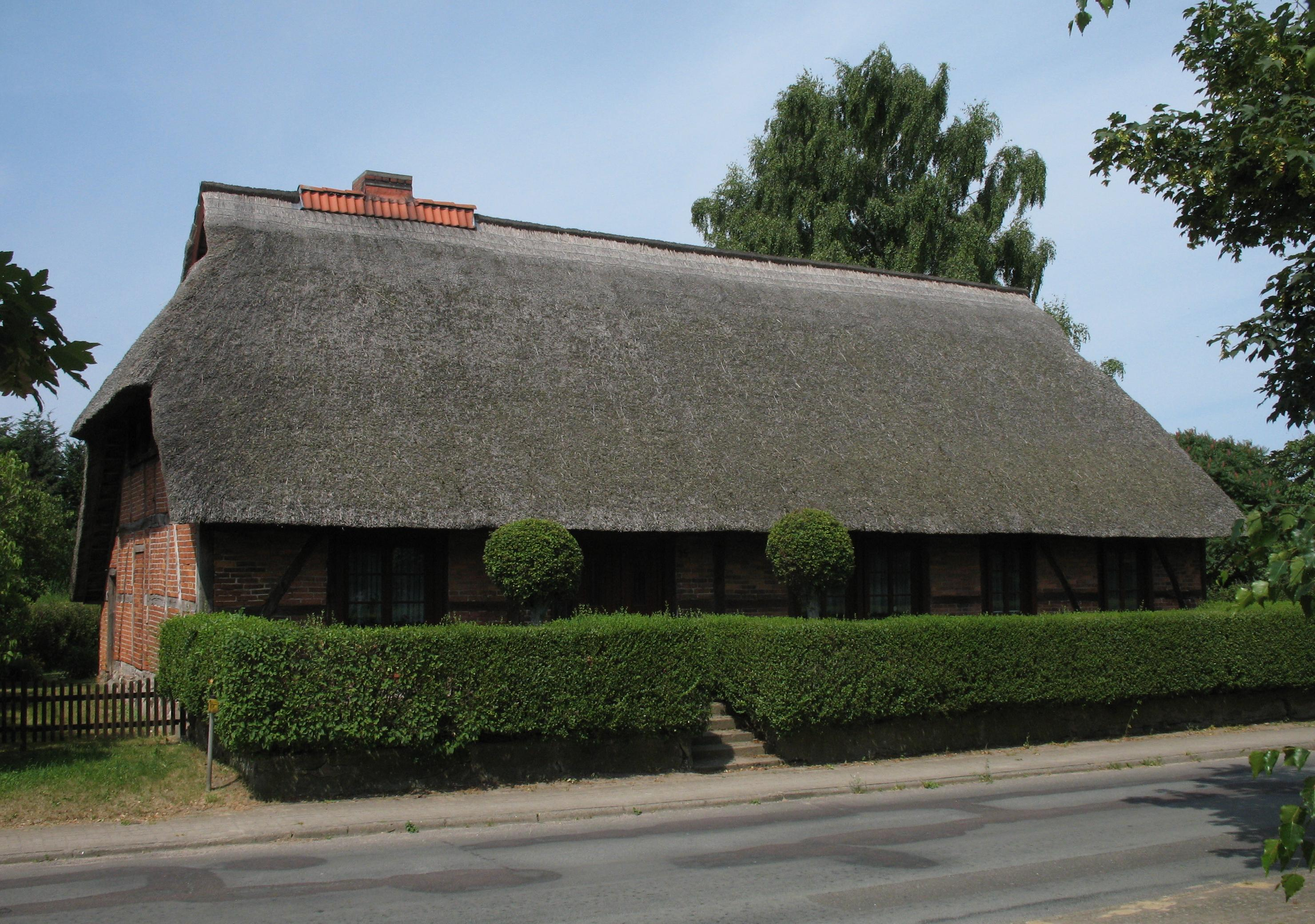
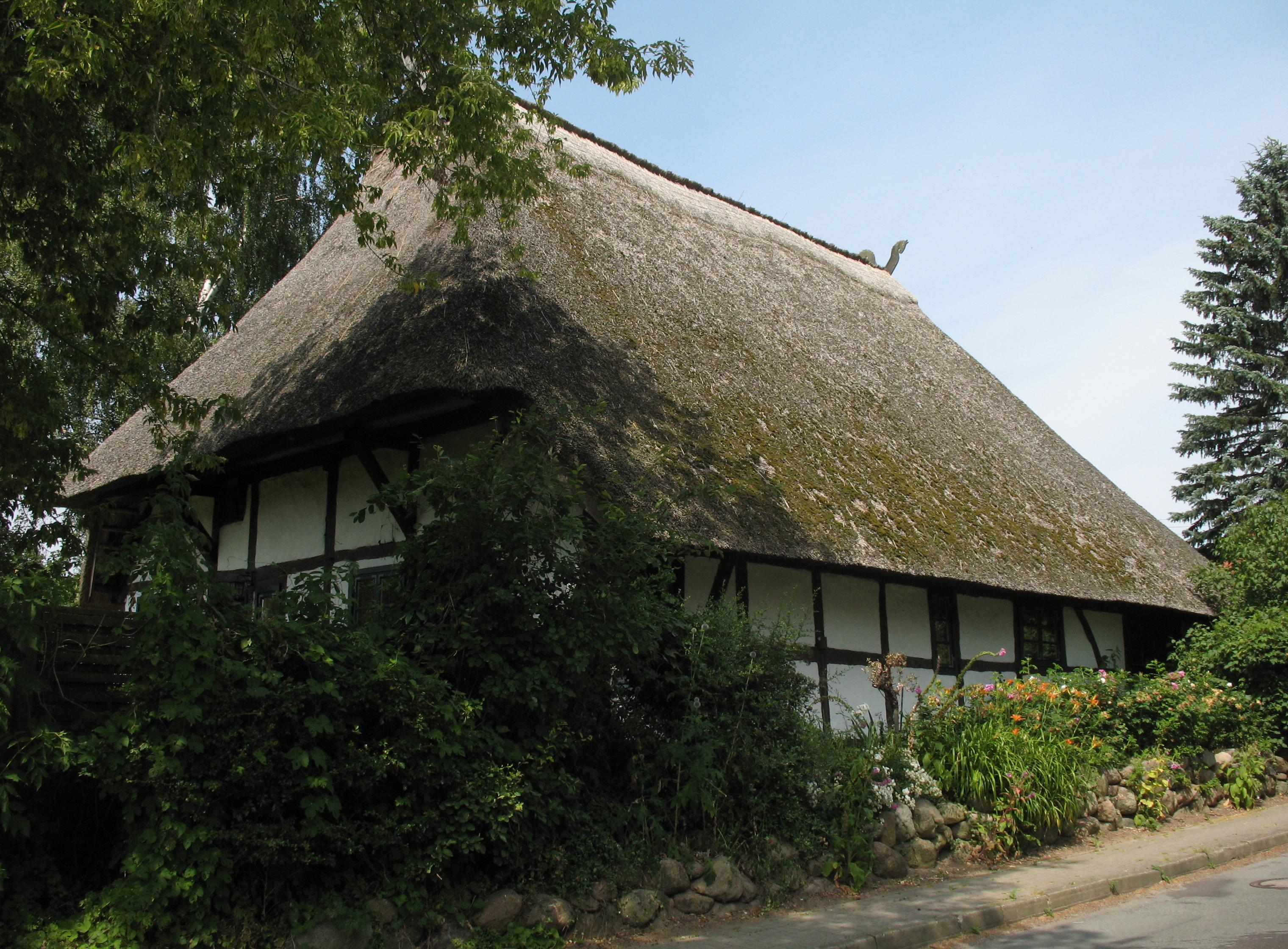
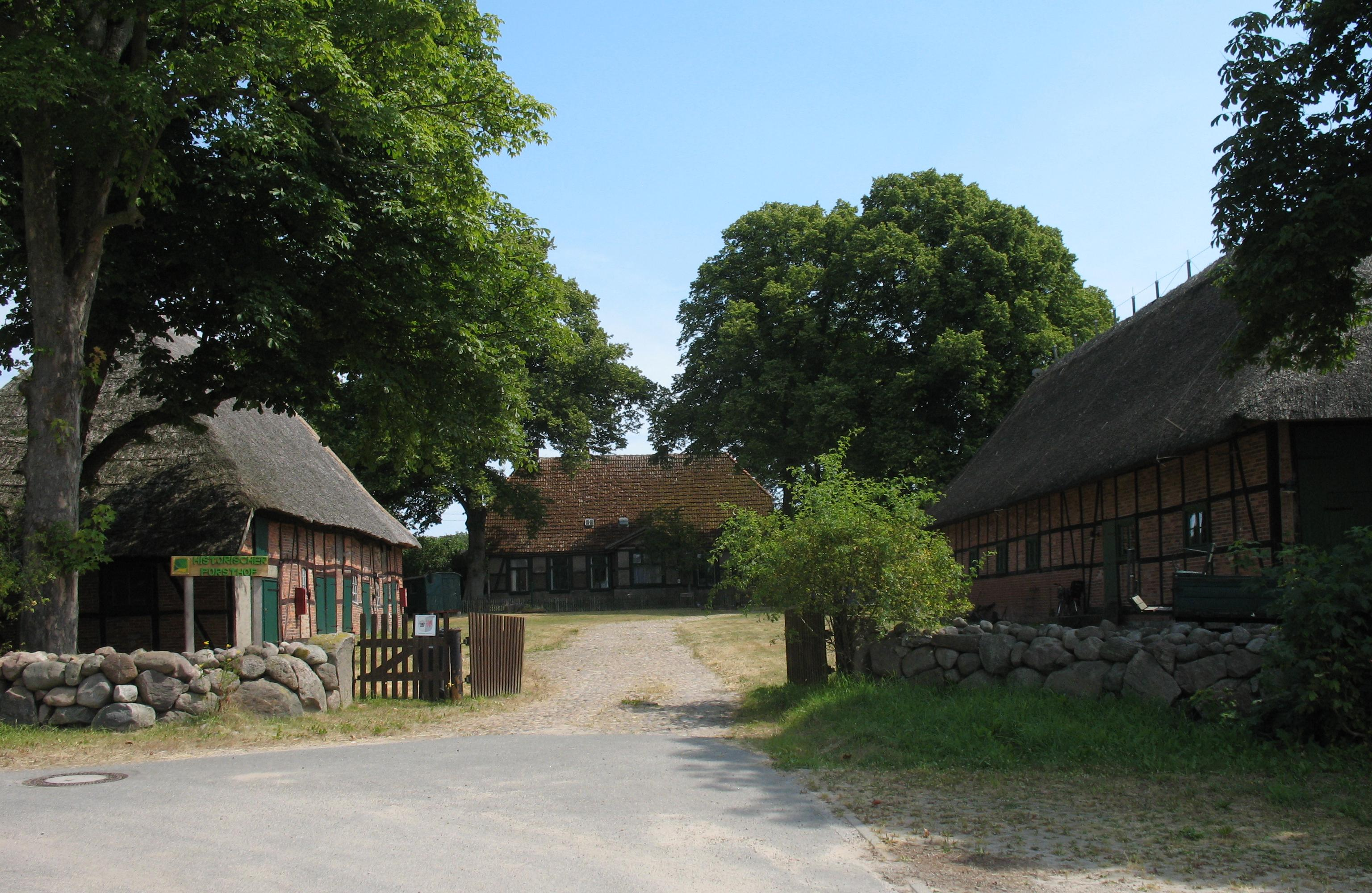
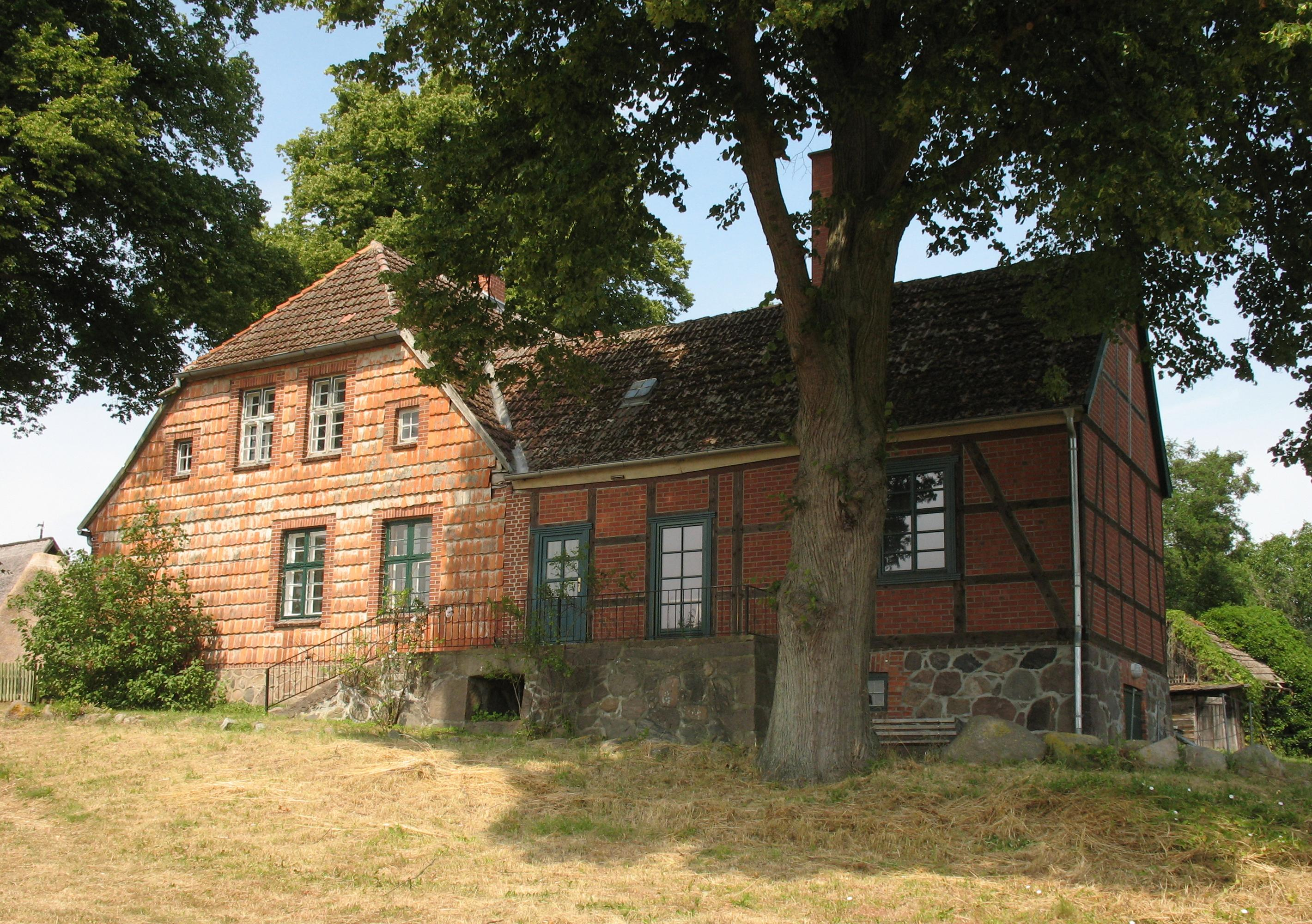

## Przypisy

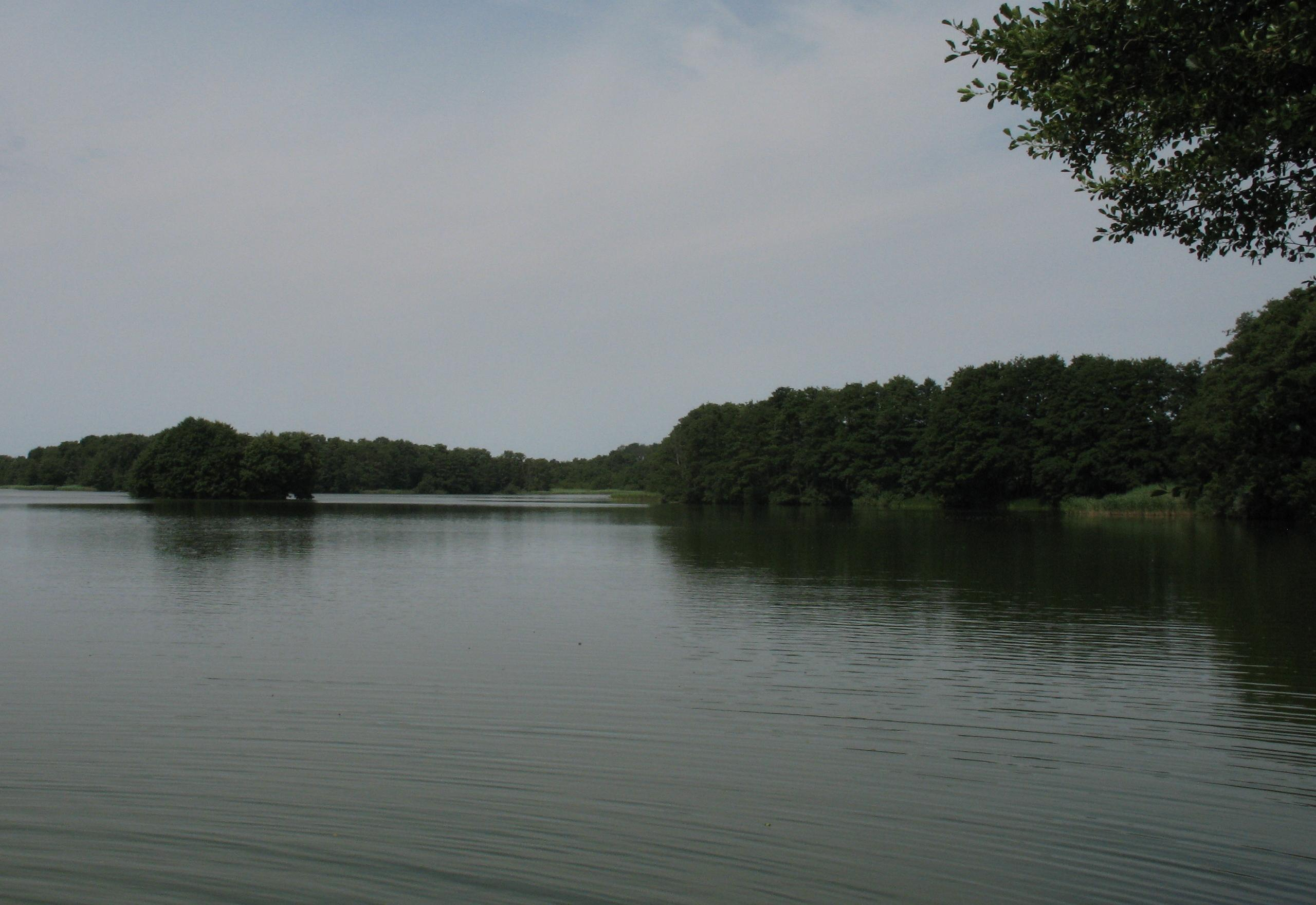
Dümmersee